# Саримсакти
Саримсакти (на казахски: Сарымсақты; на руски: Сарымсакты) е планински хребет в южната част на планината Алтай, разположен в източните райони на Източноказахстанска област, Казахстан. Простира се от запад на изток на протежение от 60 km, между долините на реките Бухтарма на север и Курчум на юг, десни притоци на Иртиш. На запад се свързва с Наримския хребет, на изток с хребета Тарбагатай, а на югоизток – с Курчумски хребет. Максимална височина връх Буркитаел 3373 m, (49°03′29″ с. ш. 85°25′50″ и. д. / 49.058056° с. ш. 85.430556° и. д.), разположен в средната му част. Изграден е от ефузивни скали, туфи, глинести шисти, пясъчници и гранити. По най-високите части има ледници (1 km²). На север текат къси и бурни леви притоци на Бухтарма, а на юг – малко по-дълги десни притоци на Курчум. Северните му стръмни склонове са силно разчленени, като до 1900 – 2100 m н.в. са заети от гори. Южните му склонове са полегати, покрити с остепнени храстови пасища, преминаващи нагоре в субалпийски и алпийски пасища и планинска тундра.

## Топографска карта
- Лист от карта M-45-XXVI Катон-Караган. Мащаб: 1 : 200 000. Указать дату выпуска/состояния местности.